# Neosho Falls, Kansas
Neosho Falls là một thành phố thuộc quận Woodson, tiểu bang Kansas, Hoa Kỳ. Năm 2010, dân số của xã này là 141 người.

## Dân số
Dân số các năm:
- Năm 2000: 179 người
- Năm 2010: 141 người